# James Partaik
James Partaik est un artiste interdisciplinaire canadien né à Saint-Boniface, Manitoba, en 1963. Sa production comporte surtout des œuvres dans les domaines de la musique, de l'art performance et des arts numériques. Il vit et travaille à Saguenay, Québec. Ses œuvres sont présentées dans des festivals internationaux, musées, galeries et organismes gouvernementaux à travers le monde. Il a présenté ses œuvres musicales notamment à The Knitting Factory et CBGB's.

## Distinctions
James Partaik a reçu plusieurs bourses et prix pour son travail individuel et collaboratif dont le Lauréat du Concours de Création 2006 du festival Belluard Bollwerk International à Fribourg en Suisse. Il a notamment exposé ses œuvres au Musée d'art métropolitain de Tokyo (1991), à la Galerie de l'Ambassade du Canada à Tokyo  (1994), à Ars Acoustica (1995-1996) et au Musée national des beaux-arts du Québec. Entre 1996 et 1998, il a été co-compositeur de nombreuses œuvres musicales diffusées à sur les ondes de Radio-Canada dans le cadre de l'émission "Le Navire Night", coanimée par Hélène Prévost et André Éric Létourneau. Il est également cofondateur du centre de recherche et de diffusion en art audio et en musique expérimentale Avatar à Québec.

## Démarche
James Partaik est un artiste qui œuvre dans ce qu'il appelle le techNOMADISME, qui consisterait à un mélange d'art in situ, à l'interactivité, à l'installation audio et vidéographique, à l'art électronique, à la robotique.
Il a enseigné depuis 1993 dans trois universités québécoise et il est présentement professeur en art numérique à l'Université du Québec à Chicoutimi.

## Expositions
Exposition intinérante : 2011-2009, Ligne de site V, Installations by architects, University of Maryland, Washington, Parsons School of Design, Departement of Constructed Environments, New York City, Dalhousie University, Halifax, Nova Scotia, University of Texas Austin, Austin Texas, Université Laval, Québec, University Oregon, Eugene, Oregon, McGill University, Montréal, Qc., Haus for Archtektur, Graz, Austria, AHO, Oslo, Suede, Waterloo University, Cambridge, Ontario
2010, Moteur de réalité, IV Muestra International de performance, Ex Teresa Arte Actual, Mexico, Mexique  
2009    État Critique, Hommage à Filliou, Postures, C'est arrivé près de chez vous,
Musée national des beaux-arts du Québec, Québec, QC

## Livres, catalogues & textes
BONNEMAISON, Sarah, Installations by architects, Princeton Architectural Press, New York, 2009
RICHARD, Alain-Martin, Quand le spectaculaire s'abolit dans le désir de l'autre, C'est arriver près de chez vous, L'art actuel à Québec, Musée national de beaux-arts du Québec, Québec, QC. 2008
ROBERT, Jocelyn, AVATAR, Inter art actuel, Espaces sonores #98, Québec, QC. 2008
GRANDE, John, K., Intertwining, Landscapes, Technology, Issues, Artists, Blackrose Books, 1998
DURAND, Guy Sioui - L'Art comme alternative, réseaux et pratiques d'art parallèle au Québec,
LOUBIER, Patrice - L'idée d'installation. Essai sur une constellation précaire, L'installation, pistes et territoires: l'installation au Québec 1975-1995, Centre d'art actuel Skol, 1997.
RENEAU, Olivier - Fluctuations Fugitives, symbioses multiples pour le monde de demain, Technikart N°6, Paris, 1996
HAMADA, Goji . – La Performance comme incitation intellectuelle, Deux Générations/ Deux Sensibilités, L'Œil de Poisson, 1995,